# Uday Pawar
Uday Pawar (* um 1956) ist ein indischer Badmintonspieler und -trainer. 

## Karriere
Uday Pawar gewann nach drei Juniorentiteln 1982 seine erste indische Meisterschaft im Herrendoppel bei den Erwachsenen. Weitere Titel folgten 1987, 1990 und 1991. Bei seinen Teilnahmen an den Badminton-Weltmeisterschaften 1977 und 1983 erkämpfte er bei seinem ersten Start im Herrendoppel mit Platz neun sein bestes Resultat.

## Sportliche Erfolge
| Saison | Veranstaltung                              | Disziplin    | Platz | Name                        |
| ------ | ------------------------------------------ | ------------ | ----- | --------------------------- |
| 1972   | Indien: Einzelmeisterschaften der Junioren | Herrendoppel | 1     | Sanjay Sharma / Uday Pawar  |
| 1974   | Indien: Einzelmeisterschaften der Junioren | Herrendoppel | 1     | Uday Pawar / Madhur Bezbora |
| 1975   | Indien: Einzelmeisterschaften der Junioren | Herrendoppel | 1     | Uday Pawar / Madhur Bezbora |
| 1982   | Indien: Einzelmeisterschaften              | Herrendoppel | 1     | Uday Pawar / Pradeep Gandhe |
| 1987   | Indien: Einzelmeisterschaften              | Herrendoppel | 1     | Uday Pawar / Ravi Kunte     |
| 1990   | Indien: Einzelmeisterschaften              | Herrendoppel | 1     | Uday Pawar / Vinod Kumar    |
| 1991   | Indien: Einzelmeisterschaften              | Herrendoppel | 1     | Uday Pawar / Vinod Kumar    |